# Elfstedentochten voor 1909

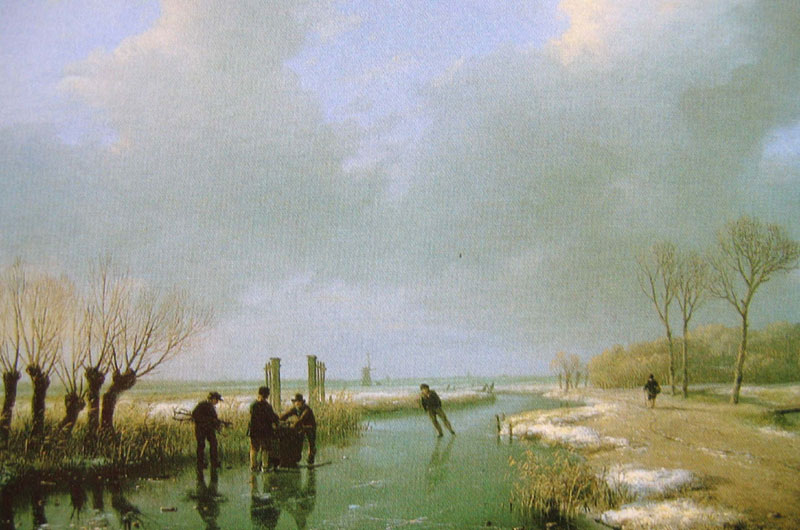
Een winterlandschap van Andreas Schelfhout, ca. 1850

Al lang was het in Friesland traditie om zodra het kon langs alle elf Friese steden te schaatsen. Door de eeuwen heen is het vaak geprobeerd. De eerste melding van een man die alle elf steden in één dag wist te bezoeken komt uit 1749. In dat jaar wordt er in een gedicht van advocaat Boelardus Augustinus van Boelens "De winter in drie zangen", melding gemaakt van een Elfstedentochtschaatser:

Een hachje gelyk een Zwaluw door de lugt kon vliegen over 't ys: 't is Pier die d'ellef Steden van Vriesland op één dag heeft in het rond gereden.

Het rijm is kort voor 1749 gemaakt en de enige winter die in aanmerking lijkt te komen is die van 1740. Dat dit echter geen uitzondering was, blijkt uit de vermelding die in 1763 in het boek Tegenwoordige Staat of Historische Beschryvinge van Friesland voorkomt:

Het is ook meer als eens gebeurt dat goede Schaatse-ryders op een winterse dag alle XI Steden van Friesland doorgereden en gezien hebben; dog dan moeten ze nergens lang vertoeven en 't Ys moet goed en sterk wezen.

## Negentiende eeuw
Ook in de negentiende eeuw blijven mensen, als het weer dat toelaat, een poging wagen. In 1809 lukt het Pals Andries en Pals Geert Bleeksma om de elf steden te bezoeken. In totaal deden zij er 14 uur en 30 minuten over. De mannen zijn, na de reeds genoemde Pier, de eerste elfstedenrijders van wie de namen bekend zijn gebleven. In 1844 stond er in de krant dat 3 Friese mannen (Schelte Wybenga, Beerend Hesselink en Hermannus van de Feer) in één dag alle 11 steden langsgereden waren. Net als Pals Andries en Pals Geert Bleeksma deden zij er 14 uur en 30 minuten over. In de winter van 1848 deden Douwe Joustra, Klaas de Jong, Sybrandus Jager, Joh. Jager, Albert Godhelp, Ruurd Jager, Atze Jager, Eelke Jager, Richolt Lonneman, Dirk Fontein en Dirk Ruitinga alle elf steden aan. De eerste vier mannen weten de tocht in een tijd van 15 uur en 30 minuten af te leggen. De kunstschilder Willem Troost, die ook schilderijen van schaatstaferelen maakte, volbracht de tocht in 1862. Hij deed dit in een tijd van 22 uur. Ook uit 1864 (Douwe Joustra, Foppe Wiersma, Anne Boersma, Fetse Boersma en Klaas Joustra), 1868 (Pieter Dikhoff en Sjoerd van der Wey), 1871 (Douwe Joustra, Foppe Wiersma en Klaas Joustra) en 1885 (Dirk v.d. Stal, Wiepke Sangers, Jacob de Jong en Hendrik van der Veen) zijn er meldingen van sporters die de tocht hebben weten af te leggen.

## De strenge winter van 1890 op 1891
De winter van 1890 op 1891 was streng. Van november tot januari waren alle binnenwateren in Nederland bevroren. Ongelukken, vaak met dodelijke afloop, waren aan de orde van de dag. Bijna dagelijks werd melding gemaakt van aangetroffen bevroren lijken. Vele honderden Friezen waagden een poging alle elf steden te bezoeken. Indertijd waren er nog geen stempelkaarten. Vaak werd ingetekend op een lijst van een herbergier in elk van de elf steden als bewijs van aflegging. Van de zusjes Lysbeth en Akke Swierstra uit Poppingawier is bekend dat zij toen de eerste vrouwen zijn geweest die de tocht hebben afgelegd. Voorts verscheen over de Sierstra’s op 14 februari 1941 een artikel in de Leeuwarder courant onder de titel "Ook een prestatie":

Dooitse Johannes Swierstra, geboren in 1853, boer op de Froskepolle te Oppenhuizen, zijn oudste zoon Johannes Dooitse Swierstra, geboren 11 April 1879, zijn tweede zoon Sijbren Dootse Swierstra, geboren 27 Maart 1880 en een vriend bij name Jan Klaas Godijk, geboren ook in 1879, met z'n vieren om 6 uur 45 min. vanaf Sneek reden. IJlst 7 uur, Sloten 8 uur 20, Stavoren 10 uur, Hindeloopen 11 uur 6 min, Workum 11 uur 30 min., Bolsward 12 uur 20 min, Harlingen 1 uur 33 min. Franeker 2 uur 30 Dokkum 5 uur 10 min. aankomst Leeuwarden 8 uur. Door sneeuwstorm en dientengevolge het onrijdbare ijs hadden zij het laatste traject veel vertraging gehad. Aangezien dit gezelschap bestond uit vader en drie jeugdige knapen, waarvan twee nog geen twaalf en één nog niet elf jaar oud was, meen ik met recht te mogen spreken over een prestatie, waar wij ons petje ook voor af moeten nemen

Het jongste zoontje van Dooitse Johannes Swierstra, op dat moment 4½ jaar, Sjoerd Dooitse Swierstra, heeft later de monstertocht meerdere malen volbracht, met als beste resultaat een 3e plaats in 1912, en 2e in 1917.
Ook vermeldenswaardig is dat zeven broers (Altenburg) uit het dorpje Tirns allemaal op dezelfde dag de tocht wisten te voltooien. Sporter, schilder, schrijver en journalist Pim Mulier waagde op 2 januari ook een poging. In elke plaats liet hij een inwoner een handtekening zetten ter bevestiging van zijn prestatie. Het lukte hem de tocht in een recordtijd van 13 uur te voltooien. Een paar dagen later kwam in de Leeuwarder Courant te staan:

Het was te verwachten dat in dezen winter, nu alle kanalen en vaarten in deze provincie evenzoovele sterke ijsbanen zijn geworden, de eene of andere koene schaatser zou opstaan om het traditionele bezoek aan de elf Friesche steden op één dag te brengen. De heer W. Mulier van Haarlem, geboren Fries, 25 jaar oud, (…) heeft verleden zondag genoemde taak met het beste gevolg volbracht. Hij vertrok 's morgens 7 uur van hier en was 's avonds 8 uur terug. De rust, die hij zich hier en daar gunde, vorderde tezamen 2 uren.

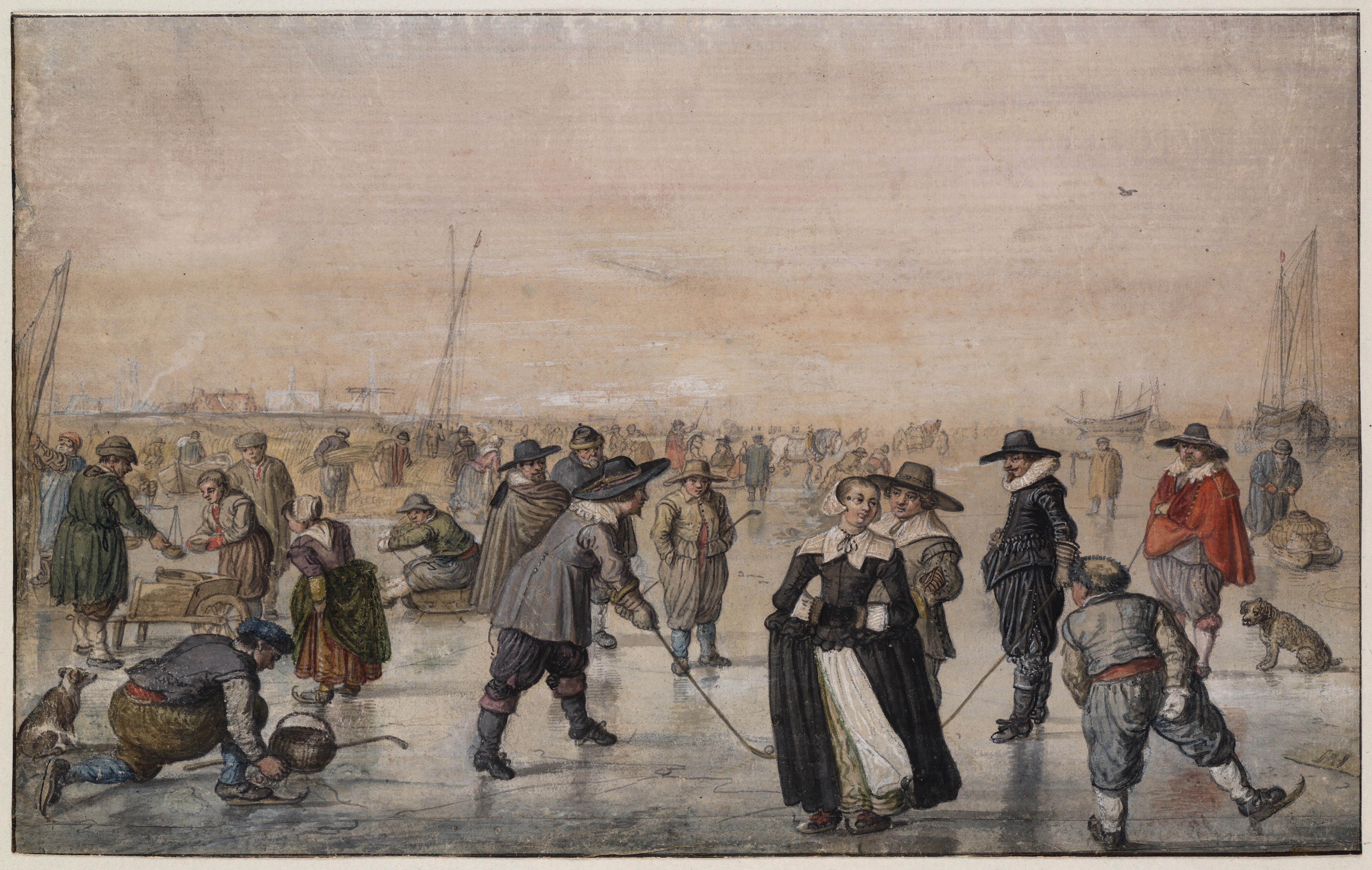
IJsvermaak op een schilderij van Hendrick Avercamp

Destijds werd Mulier hierdoor beroemd. Tegenwoordig is bekend dat twee weken na Muliers prestatie de Fries Foeke Pieters van der Wal uit Sloten de tocht volbracht in minder dan 13 uur. Een dag dáárna wisten Douwe Watze's Visser en Ruurd Gerrits van Dijk, beide uit Midlum, de tocht in 12 uur en 30 minuten te voltooien. De berichtgeving over deze pioniers had ook een duidelijk aanzuigend effect. Van heinde en verre kwamen sporters aan om een poging te wagen. De eerste buitenlanders deden een poging de Elfstedentocht te voltooien: de Engelsen B.B. Taring en Louis en Charles Tebbutt.

## Gevolgen
Na de winter van 1890 op 1891 werd Pim Mulier geïnspireerd tot het oprichten van een vereniging die een Elfstedentochtwedstrijd zou kunnen organiseren. Mulier had de opdracht van de minister van Oorlog, Willem Frederik van Rappard, gekregen om de Nederlandsche Militaire Bond voor Lichamelijke Opvoeding  om te vormen tot een bond voor burgers en militairen, Mulier zag tevens een kans om dienstplichtige militairen op deze wijze klaar te stomen voor de oorlog.
Later, in het jaar 1908 wendde Mulier zich dan ook tot de Friese IJsbond met zijn voorstel. Helemaal eens werden beide partijen het niet. De Friese IJsbond zag wel iets in een eenmalige historische gebeurtenis, terwijl Mulier meer zag in een evenement dat, zo mogelijk, elk jaar gehouden moest worden. De ijsbond kreeg (voorlopig) zijn zin en begon de organisatie voor de eerste Elfstedentocht. Door het aantal deelnemers vlak voor aanvang te beperken tot 22 kon meer dan de helft van de (tussen de 45 & 48) ingeschrevenen  de tocht niet rijden. De onenigheid die daardoor ontstond was voor Mr. M.E. Hepkema, die als gevolg van dit besluit ook niet mocht starten, aanleiding tot het oprichten van de huidige "Vereeniging de Friesche Elf Steden". De  zoon van Hepkema heeft tijdens zijn onderduiktijd een draaiboek opgezet; iets dat, door het steeds toenemende aantal deelnemers, natuurlijk later uitstekend van pas kwam.
vóór 1909 
· 1e (2 januari 1909)
· 2e (7 februari 1912)
· 3e (27 januari 1917)
· 4e (12 februari 1929)
· 5e (16 december 1933)
· 6e (30 januari 1940)
· 7e (6 februari 1941)
· 8e (22 januari 1942)
· 9e (8 februari 1947)
· 10e (3 februari 1954)
· 11e (14 februari 1956)
· 12e (18 januari 1963)
· 13e (21 februari 1985)
· 14e (26 februari 1986)
· 15e (4 januari 1997)